# Диктіосома

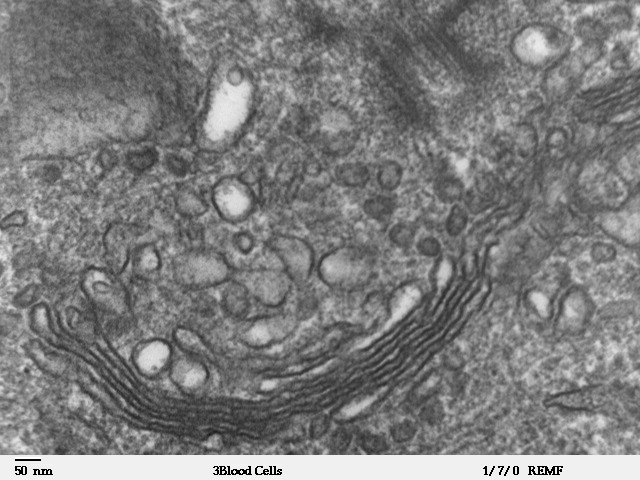
Комплекс Гольджі людського лейкоцита: видно диктіосому та велику кількість везикул (ТЕМ)

Диктіосо́ма — елемент структури комплексу Гольджі у вигляді стопки дископодібних цистерн. Для диктіосоми характерна полярність: мембрани із двох її сторін мають різну текучість і молекулярний склад. Два полюси диктіосоми називають цис- та транс-стороною.
Цис-сторона диктіосоми зазвичай ввігнута та повернута у сторону ендоплазматичного ретикулуму і працює як «приймальний пункт» для речовин: везикули, що відшнуровуються від ендоплазматичного ретикулуму зливаються із цією частиною апарату Гольджі, вивільняючи свій вміст у порожнину цистерни. Транс-сторона має випуклу форму і повернута в сторону плазмалеми клітини, вона працює як «відправний пункт»: на цьому боці диктіосоми речовини сортуються і пакуються у транспортні везикули, що переносять свій вміст до місць призначення (наприклад, речовини, що повинні секретуватись траснпортуються до плазмалеми).
У цистернах диктіосом речовини, що надійшли із ендоплазматичного ретикулуму зазнають модифікації, тутешні ферменти, наприклад, перебудовують вуглеводні залишки глікопротеїнів. Крім того апарат Гольджі самостійно синтезує деякі речовини, зокрема пектини, що входять до клітинної стінки рослин.
Різні цистерни диктіосоми містять унікальні набори ферментів, таким чином реакції в апараті Гольджі проходять постадійно. Раніше диктіосоми вважались статичними структурами: припускалось, що кожен їх сегмент має сталий склад і структуру, а речовини, що пройшли «обробку» в одній цистерні транспортуються до наступної за допомогою везикул. Таке переміщення продуктів справді може мати місце, проте численні експериментальні дані свідчать про те, що диктіосома є динамічною структурою. Згідно із «моделлю дозрівання цистерн» цистерни апарату Гольджі поступово рухаються від цис- до транс-сторони, одночасно змінюючись та модифікуючи свій вміст.